# Jean-Claude Hollerich
Pour les articles homonymes, voir Hollerich (homonymie).
Jean-Claude Hollerich, né le 9 août 1958 à Differdange au Luxembourg, est un prélat jésuite luxembourgeois, ancien missionnaire au Japon.
En juillet 2011, il est nommé archevêque de Luxembourg. Il est président de la Commission des épiscopats de la communauté européenne de mars 2018 à mars 2023. Le 5 octobre 2019, il est créé cardinal, devenant le premier Luxembourgeois à être élevé au cardinalat.
En amont du conclave faisant suite à la mort du pape François en avril 2025, il est cité comme faisant partie des papabili, et comme étant sans doute le plus progressiste d'entre eux.

## Biographie
Jean-Claude Hollerich effectue ses études secondaires d'abord à l’école apostolique des prêtres du Sacré-Cœur à Clairefontaine (Belgique), puis au lycée classique de Diekirch. 
À la fin de sa formation théologique à l’université pontificale grégorienne de Rome, qu'il accomplit comme séminariste du diocèse de Luxembourg, Jean-Claude Hollerich entre chez les Jésuites le 27 septembre 1981 et fait son noviciat à Namur (1981-1983). Cette initiation spirituelle terminée, il fait de la pastorale auprès de la Jeunesse étudiante chrétienne, à Luxembourg, et de la Communauté de vie chrétienne. Il enseigne également au lycée français de Luxembourg, dit lycée Vauban (1983-1985).
Volontaire pour la mission du Japon il y fait un premier séjour, à partir de 1985 pour y étudier la langue et la culture. De retour en Europe, en 1989, il complète sa formation théologique à la faculté de Sankt Georgen, à Francfort, et est ordonné prêtre à Bruxelles, le 21 avril 1990. 
De 1990 à 1994, il est guide spirituel des séminaristes luxembourgeois et responsable de la pastorale des vocations au Luxembourg. Pendant la même période, il fait une licence en langue et littérature allemande à l'université Ludwig Maximilien de Munich. Jusqu'en 2001 il est doctorant au centre d’études pour l’intégration européenne de Bonn. 
Jean-Claude Hollerich retourne au Japon en 2002 et y rejoint la communauté jésuite de l'université Sophia de Tokyo.  Le jour de sa profession religieuse jésuite définitive en l'église Saint-Ignace de Tokyo (18 octobre 2002) il est officiellement transféré dans la province jésuite du Japon. Spécialisé dans les relations culturelles entre l'Europe et l'Extrême-Orient, il enseigne l'allemand, le français et les études européennes, à l'université Sophia dont il devient, en 2008, le vice-recteur chargé des Affaires générales et estudiantines. 

### Archevêque
Cela prend fin lorsque le pape Benoît XVI le nomme archevêque de Luxembourg le 12 juillet 2011.
L'ordination épiscopale a lieu en la cathédrale de Luxembourg, le 16 octobre 2011. Elle est conférée à Jean-Claude Hollerich par son prédécesseur, Fernand Franck en présence de nombreuses personnalités dont le grand-duc Henri, la grande-duchesse, le Premier ministre Jean-Claude Juncker et le président de la Chambre des députés.
Il se rend, en 2013 aux Journées mondiales de la jeunesse de Rio de Janeiro et saisit l'occasion pour apprendre le portugais, conscient de ce que les portugais forment une importante minorité dans son diocèse de Luxembourg. 
Le 8 mars 2018, il est élu pour 5 ans à la présidence de la Commission des épiscopats de la communauté européenne, responsabilité à laquelle il succède au cardinal Reinhard Marx. Le 22 mars 2023, c'est Mariano Crociata (qui est beaucoup moins dans la ligne du pape François) qui lui succède à ce poste. 

### Cardinal
Jean-Claude Hollerich est créé cardinal le 5 octobre 2019 au titre de San Giovanni Crisostomo a Monte Sacro Alto. Il devient à cette occasion le premier Luxembourgeois à être élevé au cardinalat. Interviewé peu après, il déclare : « J'aime mon célibat, je m'y tiens, mais je vois que des diacres mariés peuvent prêcher différemment que ce que je fais, et je trouve que c'est un complément merveilleux ».
Le 21 février 2020, il est fait membre du Conseil pontifical de la culture, et, le 8 juillet suivant, membre du Conseil pontifical pour le dialogue interreligieux.
En septembre 2020, il affirme penser que la question la plus importante est le rôle des femmes dans l'Église et exprime une volonté d'envisager l'ordination des femmes : « Je ne sais vraiment pas. Mais j'y suis ouvert. Il est clair, cependant, que la situation actuelle n'est pas suffisante. On doit regarder et se rendre compte que les femmes ont quelque chose à dire dans l'Église ». Le même mois, il célèbre le baptême du prince Charles, fils du prince Guillaume de Luxembourg et de son épouse la comtesse Stéphanie de Lannoy à l'abbaye Saint-Maurice de Clervaux.
Le 8 juillet 2021, le pape François le nomme Rapporteur général du Synode des évêques pour une Église synodale.
En 2022, Hollerich affirme considérer faux l'enseignement de l'Église selon lequel les relations homosexuelles sont peccamineuses : « Je crois que les racines sociologico-scientifiques de cet enseignement ne sont plus correctes ». En 2023, il ajoute sur le même sujet : « Si nous disons que tout ce qu’ils font est intrinsèquement mauvais, cela revient à leur dire que leur vie n’a aucune valeur ».
Le 7 mars 2023, il est nommé membre du Conseil des cardinaux. 
En amont du conclave faisant suite à la mort du pape François en avril 2025, il est cité comme faisant partie des papabili,,. Quelques jours avant le conclave de 2025, il est considéré comme le plus progressiste des papabili par la revue géopolitique Le Grand Continent. 

## Décorations
- Ordre du Soleil Levant, rayons d’or avec rosette[16]